# Massena
«Массена́» (фр. Masséna) — эскадренный броненосец военно-морских сил Франции. Назван в честь военачальника французских республиканских войск, а затем империи Наполеона I, маршала Франции Андре Массена.
Корабль был заложен в июле 1891, спущен на воду в июле 1894 и вступил в строй в июле 1897. Был одним из пяти, «Шарль Мартель», «Карно», «Массена», «Жорегиберри», «Бувэ» существенно отличающихся деталями конструкции броненосцев, построенных для ВМС Франции в 1890-х годах.

## Конструкция
«Массена» был первым из трехвинтовых броненосцев и имел водоизмещение в 11735 тонн. Его длина составляла 112,65 м, ширина — 20,27 м, осадка — 8,9 м. Предполагалось, что корабль будет иметь водоизмещение в 10850 тонн, но из-за строительной перегрузки он оказался больше чем рассчитывалось, и глубже сидел в воде. Надводный борт его был сильно срезан в кормовой части, повторяя конструкцию «Шарль Мартель».
Корабль имел три паровые машины общей мощностью 13400 лошадиных сил. Скорость не превышала 17 узлов, но, как считалось, трехвинтовые корабли обладали лучшей маневренностью.
«Массена» был вооружен новыми 40-калиберными 305-миллиметровыми орудиями образца 1893 года, с высокой начальной скоростью снаряда. Эти орудия считались в то время одними из лучших в мире, значительно превосходя устаревшие британские 35-калиберные пушки. Вспомогательное вооружение частично повторяло «Шарль Мартель» — 138,6-мм орудия стояли в одноствольных башнях — но было значительно усилено добавлением восьми 100-миллиметровых скорострельных орудий. Противоминное вооружение состояло из двенадцати трехфунтовых пушек и восьми 1-фунтовых орудий. Торпедное вооружение состояло из двух надводных и двух подводных 450-мм торпедных аппаратов.
«Массена» был единственным из всех броненосцев, получившим броневые плиты из гарвеевской брони. Толщина вертикальной броневой защиты осталась прежней, но прочность брони существенно возросла. Горизонтальная защита состояла из двух броневых палуб — верхней, основной, толщиной 69 мм, и нижней — противоосколочной, толщиной 38 мм. Предполагалось, что в случае пробития снарядом основной броневой палубы, нижняя сдержит взрыв и распространение осколков.

## Служба
«Массена» провел большую часть службы в средиземноморском подразделении французского флота, в том числе как флагман Северного Подразделения флота. Броненосец регулярно участвовал в ежегодных широкомасштабных манёврах, и в боевой подготовке Французского флота. 
Был выведен из эксплуатации перед началом Первой мировой войны. В следующем году судно было переклассифицировано в спецсудно в Тулоне. Позже бывший броненосец отбуксировали к мысу Хелльз у Галлипольского полуострова, где 9 ноября 1915 «Массена» был затоплен, чтобы создать волнорез для защиты эвакуации Союзнических экспедиционных войск, уходящих из Галлиполи.